# Guercif (provincie)
Guercif is een provincie in het westen van de Marokkaanse regio Oriental. De provinciehoofdstad is Guercif. De provincie ontstond in 2009 na splitsing van de provincie Taza. De westelijke helft van de vroegere uitgebreide provincie bleef Taza, de oostelijke helft werd Guercif.
Het dunbevolkte Guercif telt in de census van 2014 216.717 inwoners op een oppervlakte van 7.307 km².
Door de grondswetwijziging van 2011 werden de regio's in 2015 hertekend.  De provincie maakte tot 2015 deel uit van de voormalige regio Taza-Al Hoceïma-Taounate maar ging over naar de regio L'Oriental.

## Geografie

### Locatie
De omringende provincies zijn Boulemane (in het Zuiden), Sefrou (in het Zuid-westen),
Taza (in het Westen), Taourirt (in het Oosten) en Nador en Driouch (in het Noorden).

### Landschap
Terwijl het Noordelijke deel van de provincie Guercif nog steeds tot de oostelijke uitlopers van het Rifgebergte behoort, behoort het Zuidelijke deel tot de uitlopers van de Midden-Atlas. Het landschapsprofiel is daarom heuvelachtig met een gemiddelde hoogte van ongeveer 400 meter. Door de provincie en haar gelijknamige hoofdstad (Guercif), stroomt de  Oued Moulouya, een van de langste rivieren in Marokko, die uitmondt in de Middellandse Zee.

### Klimaat
De dagelijkse maximale temperaturen bereiken 35 tot 40° C in de zomer. In de wintermaanden is het ongeveer 15 tot 25 ° C. 'S Nachts koelt het af tot 15 tot 20 ° C in de zomer, of 5 tot 10 ° C in de winter, afhankelijk van de bewolking. Tijdens de vier wintermaanden november tot februari vindt bijna 90% van de jaarlijkse regenval plaats, maar er zijn ook dagen zon, soms zelfs weken.

## Bevolking
In 1950 telde de stad Guercif ongeveer 3.600 inwoners - waaronder 360 Europeanen (voornamelijk Fransen), 2835 Marokkanen (ongeveer de helft Arabieren en Berbers) en 460 Joden. In 1964 had de stad ongeveer 5.500 inwoners. Tegenwoordig bedraagt de populatie ongeveer 90.000 inwoners. Velen zijn pas sinds de jaren 1970 gemigreerd van hun voorouderlijke thuisregio's naar kleine en middelgrote steden. Terwijl de Berbers vooral actief zijn in ambacht, detailhandel en transport, bekleedt de in het Arabische gedeelte geboren bevolking gewoonlijk de leidende posities in administratie, bankwezen, handel en industrie. Bovendien werken ze als advocaten, artsen, ingenieurs, enz. Alleen de stad Guercif is geclassificeerd als  commune urbaine ; de rest van de gemeenten, hoewel vrij soms klein van karakter, worden nog steeds beschouwd als plattelandsgemeenschappen ( communes rurales ).

## Economie
Terwijl de inwoners van de regio voornamelijk leefden als semi-nomaden (Transhumants of als (boeren). Na de verbetering van de infrastructuur tijdens en na de Franse koloniale tijd werd er meer en meer geproduceerd voor de stedelijke markten. Granen (gerst en tarwe) worden op de vruchtbare grond geteeld, maar olijfgaarden komen ook veel voor. Als gevolg van immigratie en arbeidsverdeling ontwikkelt zich een soort momentum in de steden, soms met een Europees karakter.
In 2019 vond het Franse bedrijf Predator Oil & Gas een enorme reserves aan 2 soorten Aardgas in de stad. De netto waarde van het Mioceen-gas en het Trias-gas is respectievelijk $ 642 miljoen en $ 207,7 miljoen.

## Geschiedenis
In het eerste millennium na Chr. was de regio een doorvoergebied voor Romeinse of Arabisch-islamitische legers. De regio Taza-Guercif speelde alleen een belangrijke rol in de periode van conflict tussen Almohads en Merinids in de late 13e eeuw. De Merinidensultan Abu Saïd Othman II. (Regeerde 1310-1331) werd het toenmalige stadje Guercif omringd door een muur van geramde aarde, waar nu niks meer van over is. De provincie Guercif werd in 2009 opgericht door de provincie Taza te verdelen. Tot 2015 behoorde het tot de regio Taza-Al Hoceïma-Taounate.

## Bestuurlijke indeling
- Guercif (Hoofdstad)
- Assebbab (gemeente)
- Barkine (gemeente)
- Houara Oulad Raho (gemeente)
- Lamrija (gemeente)
- Mezguitem (gemeente)
- Oulad Bourima (gemeente)
- Ras Laksar (gemeente)
- Saka (gemeente)
- Taddart (gemeente)

## Bezienswaardigheden
- Kasbah van Msoun

Ben Slimane · Khouribga · Settat · El Jadida · Safi · Boulmane · Fez · Moulay Yacoub · Sefrou · Kénitra · Sidi Kacem · Casablanca · Médiouna · Mohammedia · Nouaceur · Assa-Zag · Guelmim · Tan-Tan · Tata · Boujdour · Es-Semara · Lâayoune · Al Haouz · Chichaoua · Essaouira · Kelâat Es-Sraghna · Marrakech · Al Ismaïlia · El Hajeb · Errachidia · Ifrane · Khénifra · Meknès · Berkane · Figuig · Jerada · Driouch · Nador · Oujda-Angad · Taourirt · Aousserd · Oued ed Dahab · Khémisset · Rabat · Salé · Skhirat-Témara · Agadir-Ida-Ou-Tanane · Inezgane-Aït Melloul · Chtouka-Aït Baha · Ouarzazate · Taroudant · Tiznit · Zagora · Azilal · Béni-Mellal · Chefchaouen · Fahs-Bni Mkada · Larache · Tanger-Asilah · Tétouan · Al Hoceima · Taounate · Taza